# Jukiewicze
Jukiewicze (biał. Юкявічы; ros. Юкевичи) – wieś na Białorusi, w obwodzie brzeskim, w rejonie iwacewickim, w sielsowiecie Stajki, nad Hrywdą.
Dawniej wieś i majątek ziemski. W dwudziestoleciu międzywojennym leżały w Polsce, w województwie poleskim, w powiecie kosowskim/iwacewickim, do 1 stycznia 1926 w gminie Borki-Hiczyce, następnie w gminie Kosów. Po II wojnie światowej w granicach Związku Sowieckiego. Od 1991 w niepodległej Białorusi.